# Jokkmokks tingslag
Jokkmokks tingslag (före en tidpunkt omkring 1940  benämnt Jokkmokks lappmarks tingslag) var ett tingslag i Norrbottens län i mellersta Lappland. År 1934 hade tingslaget 8 251 invånare på en yta av 19 474 km², varav land 18 144. Tingsställe var Jokkmokks kyrkostad
Tingslaget bildades 1680 och upplöstes 1971 och verksamheten överfördes till Bodens tingsrätt.
Tingslaget hörde till 1720 till Västerbottens lappmarkers domsaga, 1720-1742 Södra lappmarkens domsaga, 1742-1820 Västerbottens södra kontrakts domsaga, 1820-1838 till Norrbottens domsaga, 1839-1876 till Norrbottens södra domsaga, 1877-1969 Luleå domsaga och 1969-1971 Bodens domsaga.

## Socknar
Jokkmokks tingslag bestod av följande socknar:
- Jokkmokks socken
- Gällivare socken till 1751 då den bildade Gällivare tingslag